# Salford

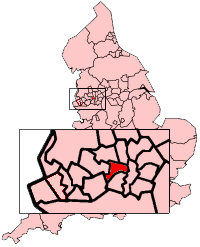
Vị trí của Thành phố Salford ở Anh và vùng Tây Bắc Anh.

Thành phố Salford (tiếng Anh: City of Salford) là một thành phố ở Anh, kề bên thành phố Manchester. Thành phố được thành lập vào năm 1926. Đến năm 1972, 4 thành phố liền kề được sáp nhập vào Salford để có thành phố Salford ngày nay rộng 97,2 km² và có 22,13 vạn dân (là thành phố đông dân thứ 66 ở Anh).
Quá trình đô thị hóa Salford gắn liền với sự phát triển của ngành dệt trong thời kỳ Cách mạng công nghiệp. Sang thế kỷ 20 và trong hầu hết thế kỷ này, Salford suy thoái. Hiện nay, phần liền kề với Manchester là khu vực có nhiều cơ sở công nghiệp và có mật độ dân số cao. Còn khoảng một phần ba thành phố là vùng nông thôn bao quanh đầm lầy Chat Moss.
Trường đại học tổng hợp Salford là một trường đại học công lập được thành lập vào năm 1967.
Các di tích văn hóa-lịch sử-kiến trúc đáng chú ý ở Salford là Nhà thờ St Augustine, Nhà thờ St Mary the Virgin, Nhà thờ St Mark, Ordsall Hall, Wardley Hall, và cây cầu bắc qua Sông Irwell.
Trong thành phố có hệ thống đường sắt đô thị và xe buýt.

## Hình ảnh

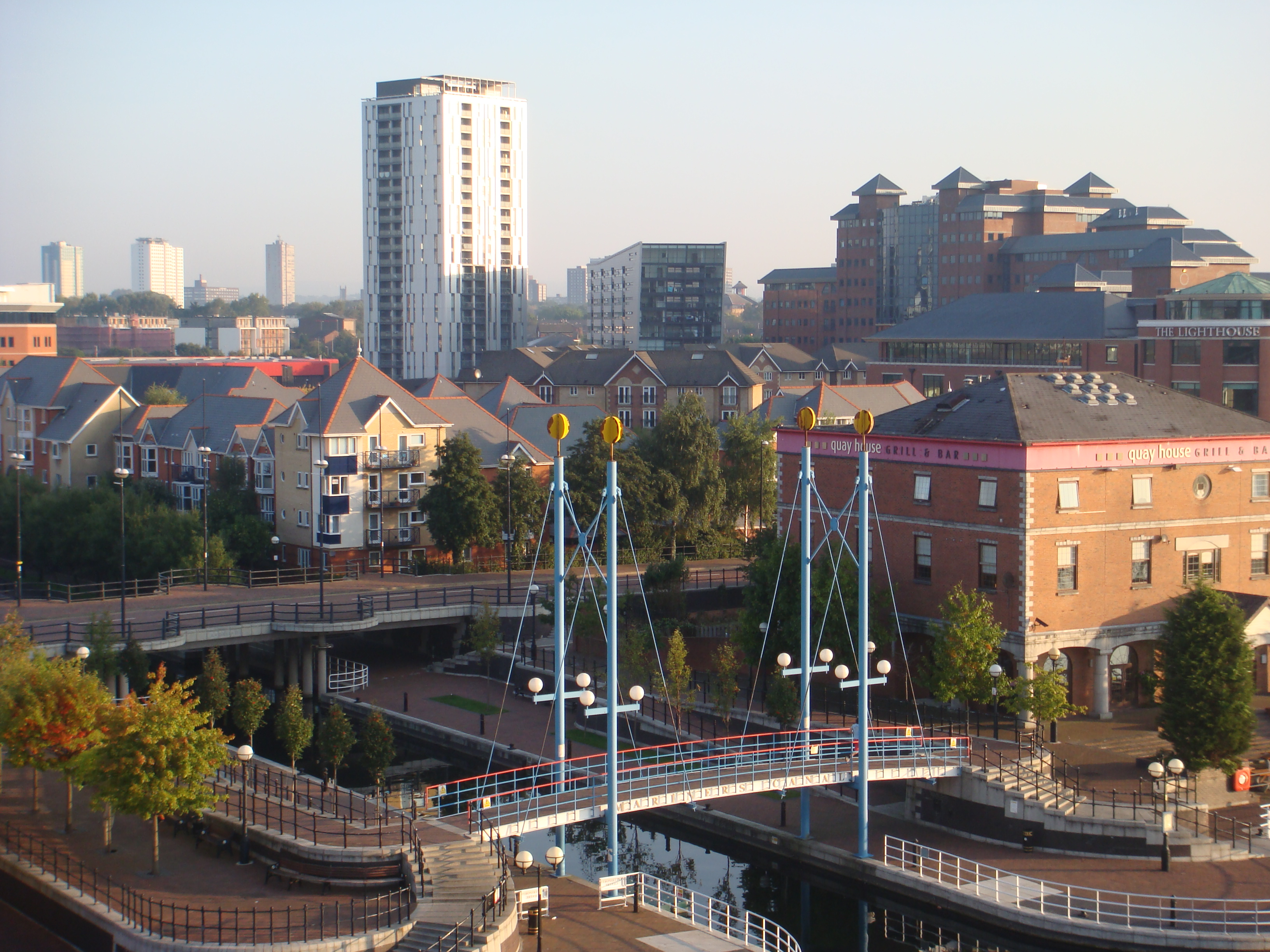
Kênh Mariners ở bến Waterfront.
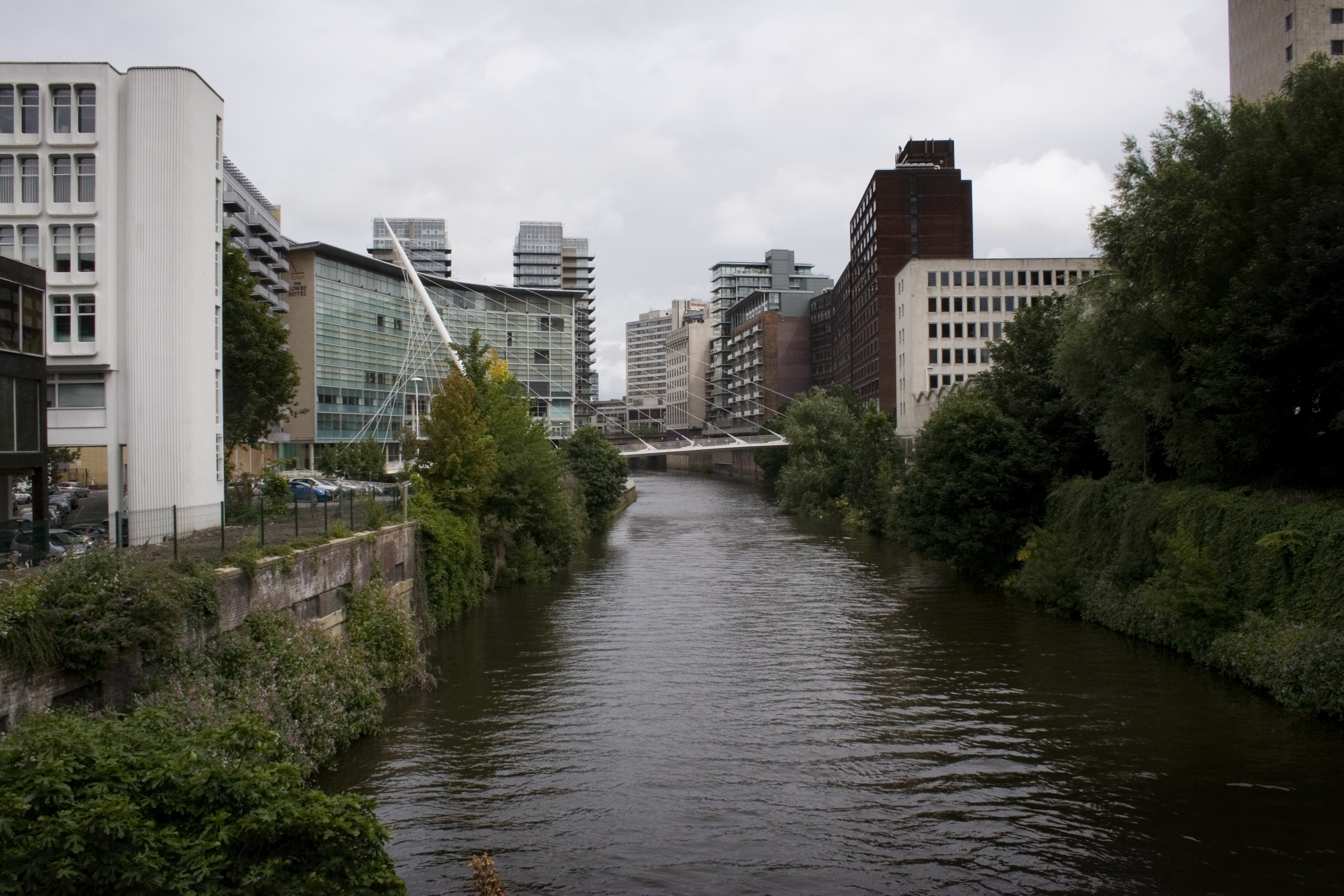
Sông Irwell làm ranh giới giữa Salford và Manchester.
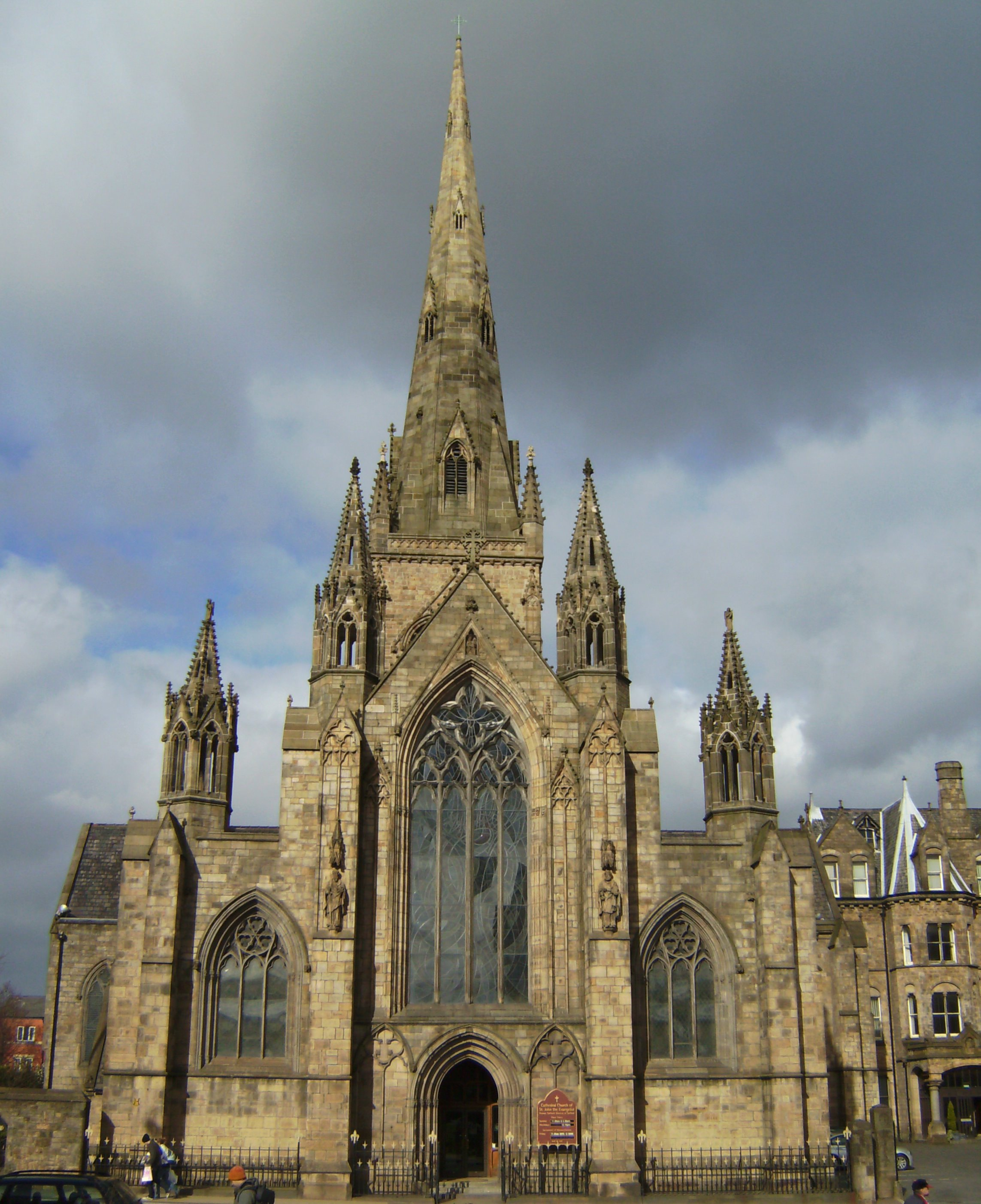
Nhà thờ St John the Evangelist